# Liste der hanseatischen Gesandten in den Vereinigten Staaten
Liste der gemeinsamen Gesandten der drei freien Hansestädte Lübeck, Bremen und Hamburg in den Vereinigten Staaten.

## Geschichte
Die Hansestädte Bremen und Hamburg entwickelten sich ab der Mitte des 17. Jahrhunderts zu regelrechten internationalen Drehscheiben des transatlantischen sowie innereuropäischen Handels mit den Dreizehn Kolonien (1607–1776). Der eigentliche Impuls für diplomatische Beziehungen zwischen den drei Hansestädten und den nach Unabhängigkeit strebenden Kolonien ging bereits zu Beginn des Amerikanischen Unabhängigkeitskrieges (1775–1783) von zwei sich in Hamburg begegnenden, der „amerikanischen Sache“ verpflichteten Schotten aus. John Parish, eingebürgerter Hamburger Kaufmann, und John Ross, ein zwecks Kriegsnachschub und -finanzierung nach Paris, Amsterdam und Hamburg entsandter amerikanischer Patriot und Funktionär der „Dreizehn Staaten“ schafften es wiederholt die Im-und-Exportkontrollen des in Hamburg ansässigen britischen Gesandten Emanuel Matthias zu umgehen und so bis zum Frieden von Paris (1783) den Kriegsverlauf zugunsten der USA zu beeinflussen. Nach der Ratifizierung der Verfassung der Vereinigten Staaten und der Vereidigung George Washingtons als ersten Präsidenten im Jahr 1789, wurde Parish 1790 erster Konsul der Vereinigten Staaten bei den Hansestädten und Ross vier Jahre später erster Hanseatischer Generalkonsul in den Vereinigten Staaten.
Die hanseatische Mission befand sich zu Beginn in Philadelphia,  da zu dieser Zeit auch die amerikanische Regierung dort ihren Sitz hatte. Mit Abschluss eines bilateralen Freundschafts-, Handels- und Schifffahrtsvertrages zwischen den Hansestädten und den Vereinigten Staaten (1827) wurde die Mission zu einer Ministerresidentur (Gesandtschaft) aufgewertet. Ab 1868 wurden die drei Stadtstaaten schließlich durch Friedrich von Gerolt, Ministerresident des Norddeutschen Bundes, vertreten.

## Missionschefs

### Hanseatische Generalkonsuln in den Vereinigten Staaten
1794: Aufnahme konsularischer Beziehungen
- 1794–1800: John Ross[4][3](* 29. Jan. 1726; † Mär. 1800)
- 1800–1811: vakant

1811 bis 1814: Unterbrechung der Beziehungen infolge der französischen Annexion der Hansestädte
- 1817–1822: Carl Nicolaus Buck[4] (* 1775; † k. A.)
- 1822–1827: Christian Ludwig Krumbhaar[4] (* 1777; † 1836)

### Hanseatische Gesandte in den Vereinigten Staaten
1827: Aufnahme diplomatischer Beziehungen
| Jahre     | Name             | Lebensdaten                      | Anmerkungen | Porträt |
| 1827–1828 | Vincent Rumpff   | * 10. Dez. 1789; † 13. Feb. 1867 | Gemeinsamer bevollmächtigter Minister der Hansestädte mit der Mission, eine Reihe von Verträgen mit der US-Regierung auszuhandeln und abzuschließen; davor Gesandter in Österreich, danach Gesandter in Frankreich |         |
| 1828–1862 | vakant           | –                                | |         |
| 1862–1864 | Rudolf Schleiden | * 22. Jul. 1815; † 25. Feb. 1895 | danach Gesandter im Vereinigten Königreich |         |
| 1864–1868 | Johannes Rösing  | * 5. Mai 1833; † 8. Apr. 1909    | ab 1871: erster deutscher Generalkonsul in New York (heute zzgl.: Ständiger Vertreter bei den Vereinten Nationen)                                                                                                  |         |

1868: Auflösung der Gesandtschaft (ab 1871 Vertretung durch das Deutsche Reich)
Neben dem Generalkonsulat in Philadelphia (PA) und der Gesandtschaft in Washington (DC) bestanden zeitweilig auch hanseatische bzw. bremische oder hamburgische Konsulate u. a. in Alexandria (VA), Baltimore (MD), Boston (MA), Charleston (SC), Galveston (TX), Indianola (TX), Mobile (AL), New Orleans (LA), New York (NY), Richmond (VA) und San Francisco (CA),
wobei das Lübecker Konsulat in Galveston schon 1844, noch zu Zeiten der unabhängigen  Republik Texas, eingerichtet wurde.